# Wyrąbany chodnik
Wyrąbany chodnik – dwuczęściowa powieść Gustawa Morcinka z lat 1931–1932.
Powieść rozgrywa się na Górnym Śląsku w środowisku górników, ukazując zmagania Ślązaków przed I wojną światową i powstania śląskie. Akcja powieści kończy się plebiscytem śląskim i wkroczeniem wojsk polskich – sam autor tłumaczył tytuł jako „Wyrąbany chodnik do Polski”. Głównym bohaterem książki jest młody chłopak Gustlik, który rozpoczyna pracę w kopalni w wieku czternastu lat, zaraz po skończeniu szkoły podstawowej. Powieść ukazuje realistyczny obraz życia mieszkańców Śląska, walkę z niemieckim naporem, proces dojrzewania Gustlika. W języku bohaterów i narratora obecna jest stylizacja na gwarę śląską oraz dialektyzmy.